# Ribe Domkirke
Ribe Domkirke er en femskibet kirke midt på Torvet i Ribe. Ribe Stift oprettedes i 948. Den første kirke i sten opførtes 1110 – 1134 af biskop Thure. Den lå muligvis på samme sted som Ansgars kirke fra 860. Den nuværende kirke er påbegyndt omkring år 1150 og er dedikeret til Jomfru Maria. Kirken er 63 meter lang og 36 meter bred. Ribe Domkirke har i dag tre tårne: Rytterspiret over koret, Mariatårnet samt tårnet i det nordvestlige hjørne, der kaldes Borgertårnet. Borgertårnet fra 1333 er 50 meter højt, og der er 248 trin til udsigtsplatformen på toppen. Oprindeligt var Borgertårnet 65 meter højt og med spir, men det styrtede ned i 1534. Tårnet blev repareret i 1595, men der var ikke penge til at genopbygge spiret, så tårnet fik fladt tag og blev noget lavere.

## Arkitekturen
Kirken er bygget i romansk stil og regnes i dag for at være den bedst bevarede romanske domkirke i Danmark. Den er som følge af gentagne ombygninger Danmarks eneste femskibede kirke og måler 63 meter i længden og er 36 meter bred. Kirken har desuden tre tårne: Rytterspiret, som er placeret over koret, Mariatårnet, som er det lille tårn, og Borgertårnet.

### Borgertårnet
Borgertårnet er i dag Ribes største turistattraktion, hvor tusindvis af mennesker i løbet af året går de 248 trin op til toppen, hvor der er placeret en udsigtsplatform, hvorfra de på klare dage kan se mange kilometer væk.
Tårnet er oprindeligt opført i 1333 og fungerede som vagt- og stormklokketårn, der gjorde det muligt at iagttage omgivelserne omkring Ribe by. I 1594 styrtede en del af tårnet ned, hvilket betød, at tårnet blev ti meter lavere, så det i dag er 50 meter højt.

### Kathoveddøren
Selve døren er en ud af tre bronzedøre lavet af billedkunstneren Anne Marie Carl Nielsen til domkirken i 1904. Kathoveddøren er den sydlige dør i Ribe domkirke. Døren blev færdig i slutningen af 1100-tallet. Døren har fået sit navn pga. de markante løvehoveder, der er placeret ved bunden af de to af søjlerne omkring døren. Umiddelbart over døren er der placeret et relief, der viser den døde Jesus, som bliver nedtaget fra korset. Dette relief er samtidigt med døren. Ovenover relieffet er der placeret en trekant, der er ca. 50 år ældre og forestiller dommedag.

#### Relieffet over Kathoveddøren
Umiddelbart over døren er der indhugget et relief, der forstiller korsnedtagelsen. Langs med buens overkant står en række navne, som i dag nærmest er umulige at læse.
S(an)C(t)A MARIA – YOSEPH – XPC CRUCIFIXUS – NICHODEMUS – S(anctus) I(o)h(anne)S
Og under relieffet har man engang kunnet læse følgende:
REX OBIT – HAEC PLORAT – CARUS DOLET – IMPIUS ORAT
Man har dog kunnet rekonstruere teksten med meget stor sikkerhed, fordi den er magen til en indskrift på en kirke i Silos i Spanien.

#### Trekanten over Kathoveddøren
Over døren sidder trekanten, som forestiller dommedag. Jesus er placeret i midten med Jomfru Maria bag sig ved sin højre side. Maria bærer en krone som symbol på, at hun er ”himlens dronning”. Der er et navneskilt over hende. Derudover rækker et kors frem mod Jesus. Under Maria er der placeret en konge, som ligeledes rækker et kors op imod Jesus. Denne konge kunne være Valdemar Sejr, (Danmarks konge fra 1201-1241), og symboliserer, at kongen beder om nåde på dommedag.
Uden om selve hovedmotivet ses der en lang række af engle, der om halsen bærer bånd, som løber ned i trekantens hjørner. Øverst danner båndene de græske bogstaver alfa og omega og hentyder til det apokalyptiske skrift i Johannes Åbenbaring, hvor Jesus gennem en udsendt engel udtaler: 'Jeg er alfa og omega, den første og den sidste, begyndelsen og enden'. (Joh. Åbenb. 22,13). Bogstaverne er desuden placeret omkring Jesu hoved, hvor Alfa står med stort (A) og omega med småt (w).
Desuden er der en række tekststykker af eskatologisk betydning på latin – blandt andet CIVITAS HIERUSALEM, som er en hentydning til det himmelske Jerusalem. Tekststykket er placeret i en form for cirkel over hovederne på Jomfru Maria og Jesus.
Forneden på englens bånd, som er omgivet af mennesker, der venter på at modtage deres dom på dommedag, er der tekststykker. På grund af slid af tidens tand er det blevet vanskeligt at læse dem. Det er bibelcitater. Ordene i venstre side er således fra Matthæusevangeliet (kap 5,3) BEATI PAUPERES [S](piri)TU QUONIAM [REGNUM DEI] POSSIDEBITIS, og ordene i højresiden er fra profeten Esajas(2,3) VENITE ASCENDAM(US) AD MONTEM DEI.
Oversættelserne er fra den danske bibeloversættelser fra 1992:
Mattæusevangeliet – 5,3 Salige er de fattige i ånden, for Himmeriget er deres.
Esajas 2.3 Kom, lad os drage op til Herrens bjerg, – eller alternativ oversættelse, kom, lad os stige op til Guds bjerg.

## Kirkens udsmykning

### Alter
I dag fremstår alteret, der er tegnet af Ebbe Lehn Petersen, enkelt med et kors i rød marmorsten. Der er markante malerier i hvælvingen ovenover og glasmosaikker i vinduerne. I 1904 opstilledes et ciborium tegnet af H.C. Amberg, som stod for den store renovering af kirken. Dette ciborium byggede på hans forestilling om, hvordan kirkens oprindelige alter kunne have set ud. I forbindelsen med Carl-Henning Pedersens arbejde i 1980-erne blev det fjernet og er ikke siden blevet genopført.

### Prædikestolen
Prædikestolen er placeret ca. i midten af kirken. Den er fra 1596 og udført af Jens Asmussen, Odense. Prædikestolen er udsmykket med en række malerier, bl.a. af Jesus på korset omgivet af røverne.

### Orglet
Orglet i domkirken har med sin størrelse en central placering i kirkens bageste del. Orglets facade er fra 1634-1635 og rigt dekoreret med barokudskæringer i træ. I 1843 gennemgik orglet en ombygning, som blev udført af Frederik Nielsen fra Århus. I 1973 blev et nyt orgel bygget af Frobenius Orgelbyggeri. Den gamle facade blev bevaret (i lettere ombygget form) og det nye orgel bygget bag den. Orglet blev udvidet i 1994 og har nu 50 registre.

### Kirkeskib
Domkirkens skibsmodel udgøres af en orlogsfregat ved navn "Marie", på 150 cm's længde. Skibet er en model af fregatten "Rota", der blev bygget i København i 1822, medens modellen blev bygget af kaptajn B. Cl. Jensen i Ribe, og givet af rentier P. Dueholm i Ribe til minde om hans afdøde hustru Marie. Den blev opstillet i 1936, og stod oprindeligt i en glasmontre i nordre sideskib, men er nu ophængt i samme sideskib.

### Katolsk Indflydelse
I 1560 fjernedes de katolske kultgenstande i kirken. Der er dog i dag mulighed for se række ting, som har overlevet. Meget gik tabt under renoveringen af kirken i slutningen af 1800-tallet, da væggene blev pudset. Derved ødelagdes det oprindelige lag maling, der kunne være rig på middelalderkunst. I midtskibet i den nederste del af kirken overlevede to farverige malerier, som forestiller Jomfru Maria med Jesusbarnet på armen, og på en stenpille ved siden af er apostlene Bartholomæus og Andreas(ca. 1530) afbildet. En figurgruppe med Sankt Jørgen & Dragen (en) ses på nordre sideskibs vestvæg.

### Carl-Henning Pedersen
I 1982 påtog COBRA-kunstneren Carl-Henning Pedersen sig på opfordring af Statens Kunstfond udsmykningen af Ribe Domkirke. Carl-Henning Pedersen valgte et udsmykningsprogram, der omfattede mosaikker, glasmosaikker og kalkmalerier, og han gengav de bibelske fortællinger i sin egen fortolkning.

## Gravminder
Lige som det har været praksis i en lang række af Danmarks domkirker og kirker, er der også i Ribe Domkirke begravet mange fornemme personer: to danske konger, mange adelige og en række andre fremtrædende skikkelser fra danmarkshistorien. Kongerne Erik Emune og Christoffer 1. samt biskopperne Hans Tausen og Hans Adolph Brorson er de mest kendte, der er begravet i kirken.
Her skelnes der imellem epitafium og gravsten.

### Epitafium
Epitafium er en teksttavle, som er en mindebiografi over fremtrædende personer. I Ribe domkirke findes en række epitafier over flere af danmarkshistoriens fremtrædende personer. F.eks. Nordens ældste epitafium. Det er sat op af Valdemar sejr over sønnen, som døde i 1231.
Ved søndre sideskibs østmur er der indrettet et gravkapel for rigsadmiral Albert Skeel, som var lensmand på Riberhus og hans hustru Berte Friis. Inde i selve kapellet findes et sandstensepitafium, hvor figurer af Albert Skeel og Berte Friis på hver sin side ses knælende med foldede hænder.
Hans Tausen som er blevet kaldt den danske Luther og var en fremtrædende leder af den danske reformation og biskop ved Ribe Domkirke fra 1541 til 1561. Han er begravet i kirken, og der hænger desuden et epitafium i kirken, hvor hans liv skildres. Hans gravsten er opstillet ved opgangen til Borgertårnet.
Hans Jessen Søhanes epitafium

### Gravsten
Biskop Iver Munks gravsten med hans portræt (i nordre sideskib). Han var magister og senere kannik i Ribe. Han blev biskop i 1499 og den sidste katolske biskop i Ribe.
I 1259 begravedes Christoffer 1. under kuplen i korsskæringen. I dag ses en stenkiste fra Christoffers grav samt den nedslidte gravsten i tværskibets nordlige del.

## Ribe Domkirkes Historie

### Ribe Domkirkes historie før Reformationen
Under indflydelse fra Ansgar Nordens apostel blev en kirke bygget i Ribe, velnok i slutningen af 800-tallet. Kirken var bygget af træ og kan have ligget der hvor domkirken ligger i dag. Fra år 948 kendes navnet på en ribebisp - Leofdag, angiveligt dræbt af vikinger, og martyr. Som et bispedømme stadfæstedes Ribes betydning som handelssted, med forbindelse til Vadehavet og Nordsøen. Ribe blev en af de første byer Danmark, der ligesom bispesædet i Lund kunne give rum til navnlig nye former for bygningskonstruktioner.
1110-1134 opførte biskop Thure dele af den stenkirke, vi kender i dag. Siden har flere udvidelser medført, at kirken er præget af forskellige stilarter. Kirken regnes dog i dag for at være den bedst bevarede romanske domkirke i Danmark.
I 1137 blev kong Erik Emune begravet i kirken. Han var søn af Erik 1. Ejegod. og var konge fra 1134 til 1137. Kong Erik blev dræbt under et tingmøde den 18. juli 1137 og blev begravet i Ribe domkirke.
I 1205 kom prinsesse Dagmar til Ribe. Hun var gift med Valdemar Sejr. I 1212 døde hun på Riberhus, som lå på den nuværende slotsbanke. Til minde om hende spiller klokkespillet i Borgertårnet hver dag melodien fra folkevisen om dronning Dagmars dramatiske død og kong Valdemars ridt mod Ribe fra Skanderborg.
I 1259 blev kong Christoffer 1. begravet i kirken; han døde den 29. maj 1259 i Ribe. Han var yngste søn af Valdemar Sejr og konge af Danmark 1252-59. Hans stenkiste er udstillet i kirken.
Julemorgen 1283 indtraf det alvorligste øjeblik i Ribe domkirkes historie. Kirken var fyldt, og umiddelbart før messen skulle begynde, styrtede det nordre trappetårn ned i kirken og dræbte adskillige.
Som erstatning for det blev der bygget et nyt, nemlig det nuværende Borgertårn, som stod færdigt i 1333. Tårnet var nu 62 meter højt med spir. I 1594 styrtede det ned. Da kirken blev genopbygget i 1595, var der ikke råd til at betale et spir, og tårnet er 12 meter lavere i dag.
I 1440 blev Christoffer 3. salvet i Ribe Domkirke. Han var nevø af Erik af Pommern og var en dygtig politiker, der som unionskonge sikrede kongemagten fornyet indflydelse i Unionen. Han døde barnløs, og kongemagten gik over til den oldenborgske gren af kongefamilien.

### Ribe Domkirkes historie efter Reformationen
I 1536 gennemførtes Reformationen i Danmark. Den medførte en nedgang i domkirkens rigdom. Desuden blev kirken udsat for hærværk, og dens værdier blev stjålet, så der var ikke penge til vedligeholdelse og reparationer.
I 1542 blev en af hovedmændene i den danske reformation Hans Tausen biskop i Ribe, og i 1560 fjernede han spor af den katolske historie ved at overmale væggene og fjerne katolske symboler. I dag er en del af de tidligere malerier afdækket.
I 1634 indtraf endnu et dramatisk øjeblik i kirkens historie, da vandet 11. oktober 1634 under den Anden store manddrukning trængte ind i kirken. I dag viser et mærke på søjlen, hvor prædikestolen hænger, hvor højt vandet stod.
I 1643 lader biskop Erik Monrad den latinske korsang i domkirken afløse af en tilsvarende dansksproget korsang.
I 1740 Blev den pietistiske præst Hans Adolf Brorson biskop i Ribe. Brorson er i dag kendt for sine salmer: domkirkens klokkespil spiller melodierne hver dag kl. 8.00, 9.00 og 18.00. Brorsons hjem Taarnborg i Puggårdsgade er kursuscenter.
Op igennem 1800-tallet gennemgik kirken flere restaureringer, der medførte, at gulvet i 1843 blev sænket.

### Genindvielsen i 1904
Sidste store omfattende restaurering af kirken foregik fra 1894 til 1904, hvor blandt andet Maria Tårnet blev opført. Restaurering af Borgertårnet startede i juli 1883 og blev afsluttet i juni 1885. I 1886 blev kirkens hovedskib midlertidig sikret med jernankre tværs over kirken og opførelse af støttemure og stræbebuer. Herefter var kirken åben og i brug, frem til juni 1894. Den store restaurering blev afsluttet med en storslået genindvielse med deltagelse af den kongelige familie og bl.a. Jacob A. Riis. Begivenheden blev filmet af Peter Elfelt.
1982 – 1987 udsmykkede Cobra-kunstneren Carl-Henning Pedersen apsis med glasmalerier, loftet over alteret og vægmalerier. En meget omtalt og diskuteret udsmykning.

## Kendte personer med tilknytning til Ribe Domkirke
- Hans Tausen – reformator, biskop
- Hans Adolf Brorson – biskop, digter
- Søren Krarup – præst i Seem og residerende kapellan ved Domkirken 1965-2005, debattør og politiker
- Carl-Henning Pedersen – Cobra-kunstner
- Anne Marie Carl Nielsen – maler og billedhugger
- Rued Langgaard – komponist og Domkirkens organist

- Døbefonten i malm fra midten af 1400-tallet båret af løver og engle. Fadet er sydtysk og fra omkring 1575.
- Apsis dekoreret med kalkmalerier, glasmalerier og glasmosaikker i 1982 - 1987 af Carl Henning Pedersen.
- Prædikestolen fra 1597 af snedkeren Jens Asmussen, Odense. Himlen er ca. 10 år ældre end selve stolen.
- Orglet med rige barokudskæringer fra 1634 og 1635 omkring et nyere værk fra 1843 af Frederik Nielsen, Århus.
- Sengotisk kalkmaleri af Maria med Jesusbarnet på en af de vestlige arkadepiller.
- Det indre af Ribe Domkirke set mod nordøst med arkademurene, korsskæringskuplen, alter og apsis.
- Kathoveddøren
- Albret Skeels epitafium